# Marc Julià i Soler
Marc Julià i Soler (Olot, 14 d'agost 1994) és un jugador d'hoquei patins català que juga com a atacant al Reus Deportiu. També ha estat convocat per la selecció espanyola en diverses ocasions i ha disputat partits amistosos amb la catalana.
Format en les categories inferiors del FC Barcelona on arriba a debutar amb el primer equip. La temporada 2013/2014 juga amb el CE Noia que guanyarà la copa CERS. Les següents dues temporades les disputa cedit a l'OK Plata amb el CP Manlleu. Després del pas pel Manlleu disputa dues temporades a Itàlia amb el Hockey Bassano on esdevé una peça clau per l'equip establint-se com a màxim golejador de la temporada 2017/2018 amb 50 dianes. El seu pas pel Bassano el porta a fitxar pel Reus Deportiu per la temporada 2018/2019 on actualment té contracte fins 2027.
A banda de disputar amistosos amb la Selecció catalana va disputar el mundial del 2022 amb la selecció espanyola en substitució al lesionat Ferrant Font i l'europeu del 2023 on la selecció espanyola es va proclamar campiona.